# 에고 유나

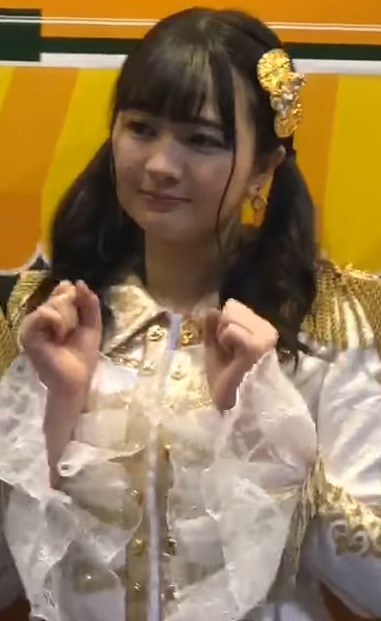

에고 유나(江籠 裕奈,えご ゆうな, 2000년 3월 29일 - )는 일본 여성 아이돌 그룹 전 SKE48의 멤버이다.

## 개요
- 전 SKE48 팀KII 멤버 제스트 소속.
- 2023년 12월 31일, SKE48를 졸업.